# 肯特·貝克
肯特·貝克（英語：Kent Beck，1961年—），美國著名軟體工程師與作家，在軟體工程方面有很大的貢獻。他是Smalltalk軟體的開發者，設計模式的先驅，测试驱动开发的支持者，也是極限編程的創始者之一。曾在Facebook工作，現在在Gusto工作。
曾為Smalltalk寫作了SUnit單元測試架構，之後將這個架構移植到Java，寫作了JUnit。

## 生平
肯特·貝克在奧勒岡大學，取得電腦科學學士與碩士學位。
2001年，他參與了敏捷宣言（Agile Manifesto）的簽署，是17名發起者之一。

## 著作
- 《极限编程解析》
- 《Implementation Patterns》Paperback – November 2, 2007
- 《Kent Beck的實作模式》，Implementation Pattern繁體中文版，博碩文化，初版，2013.09

## 外部連結
- 肯特·貝克的部落格